# Ravnsborg
Ravnsborg foi um município da Dinamarca, localizado na região sul, no condado de Storstrom. O município detinha uma área de 198 km² e uma  população de 5 607 habitantes, segundo o censo de 2004.
A partir de 1 de Janeiro de 2007, com a entrada em vigor da reforma administrativa, o município foi suprimido juntamente com os municípios de Holeby, Maribo, Højreby, Nakskov, Rudbjerg e Rødby, para dar lugar ao recentemente constituído município de Lolland, na região de Zelândia.